# كيفن سيستروم
كيفن سيستروم (بالإنجليزية: Kevin Systrom)‏ (من مواليد 30 ديسمبر 1983) هو مبرمج كمبيوتر ورجل أعمال أمريكي. شارك في تأسيس انستجرام، أكبر موقع لمشاركة الصور في العالم، مع مايك كرايغر.
تم إدراج سيستروم في قائمة أغنى رواد الأعمال في أمريكا تحت 40 عام 2016. تعين سيستروم كرئيس تنفيذي، أصبح انستجرام تطبيقًا سريع النمو، مع 800 مليون مستخدم شهريًا اعتبارًا من سبتمبر 2017. استقال من منصبه كرئيس تنفيذي لـ انستجرام في 24 سبتمبر 2018.
اشترى فيسبوك انستجرام مقابل 1 مليار دولار في عام 2012، وهو مبلغ كبير في ذلك الوقت لشركة كان لديها 13 موظفًا. لدى انستجرام اليوم أكثر من مليار مستخدم ويساهم بأكثر من 20 مليار دولار في الإيرادات السنوية لـ فيسبوك.

## نشأته وتعليمه
ولد سيستروم عام 1983 في هوليستون، ماساتشوستس. وهو نجل ديان، المدير التنفيذي للتسويق في زيبكار، والذي عمل أيضًا في مانستر وسوابيت خلال فقاعة الدوت كوم الأولى، ودوغلاس سيستروم، نائب الرئيس للموارد البشرية في شركات تي جي اكس.
التحق سيستروم بمدرسة ميدلسكس في كونكورد، ماساتشوستس، حيث تعرف على برمجة الكمبيوتر. نما اهتمامه من لعب دوم 2 وخلق مستوياته الخاصة كطفل.
كان يعمل في بوسطن بيت، وهو متجر موسيقى الفينيل في بوسطن، عندما كان في المدرسة الثانوية.
التحق سيستروم بجامعة ستانفورد وتخرج منها عام 2006 بدرجة البكالوريوس في علوم الإدارة والهندسة. في ستانفورد، كان عضوًا في أخوية سيجما نو. لقد رفض عرض توظيف من مارك زوكربيرج وقضى بدلًا من ذلك الفصل الشتوي من سنته الثالثة في فلورنسا، حيث درس التصوير.
حصل على طعمه الأول لعالم الشركات الناشئة عندما تم اختياره كواحد من اثني عشر طالبًا للمشاركة في برنامج زملاء مايفيلد في جامعة ستانفورد. أدت الزمالة إلى تدريبه في اوديو، الشركة التي أدت في النهاية إلى تويتر.[بحاجة لمصدر]

## وجهات النظر حول نسخ الأفكار في الصناعة
تم اتهام انستجرام في مناسبات متعددة لنسخ وظائف جديدة مختلفة من أقرب منافسها سناب شات. فيما يتعلق بالمسألة، جادل سيستروم بأن جميع الخدمات الجديدة التي أطلقتها شركات التكنولوجيا في الوقت الحاضر هي «إعادة مزج» للمنتجات الحالية، وأن «كل هذه الأفكار أصلية عندما تعيد مزجها وتجلب نكهتك الخاصة». جادل سيستروم أيضًا بأنه «يمكنك تتبع جذور كل ميزة يمتلكها أي شخص في تطبيقه، في مكان ما في تاريخ التكنولوجيا» وأن هذه كانت ببساطة «الطريقة التي يعمل بها وادي السيليكون».

## قائمة فوربس
في عام 2014، تم إدراج سيستروم في قائمة فوربس 30 «أقل من 30» ضمن فئة «الاجتماعية / المحمول».
في عام 2016، صنفت المجلة سيستروم على أنه ملياردير بقيمة صافية تقدر بـ 1.1 مليار دولار أمريكي. جاءت الثروة نتيجة ارتفاع أسهم فيسبوك بأكثر من 500٪.

## الحياة الشخصية
ووفقًا لصحيفة الغارديان، فإن سيستروم يستمتع «بالطعام الجيد والجولف والتزلج والعطلات في بحيرة تاهو بكاليفورنيا».
في فبراير 2016، التقى سيستروم بالبابا فرانسيس في الفاتيكان، حيث ناقشا قوة الصور في توحيد الناس «عبر الحدود والثقافات والأجيال».
في 31 أكتوبر 2016، تزوج سيستروم من نيكول سيستروم (ني شويتز)، المؤسس والرئيس التنفيذي لشركة الاستثمار في الطاقة النظيفة مجموعة سوترو للطاقة، في نابا، كاليفورنيا. التقى الاثنان في ستانفورد وكانا مخطوبين في عام 2014.